# Troglohyphantes juris
Troglohyphantes juris är en spindelart som beskrevs av Thaler 1982. Troglohyphantes juris ingår i släktet Troglohyphantes och familjen täckvävarspindlar.
Artens utbredningsområde är Italien. Inga underarter finns listade i Catalogue of Life.